# Phyllastrephus cerviniventris
Phyllastrephus cerviniventris é uma espécie de ave da família Pycnonotidae.
Pode ser encontrada nos seguintes países: Angola, República Democrática do Congo, Quénia, Malawi, Moçambique, Tanzânia e Zâmbia.
Os seus habitats naturais são: florestas secas tropicais ou subtropicais , florestas subtropicais ou tropicais húmidas de baixa altitude e matagal húmido tropical ou subtropical.